# Джарвис, Джон Артур
Джон Артур Джарвис (англ. John Arthur Jarvis; 24 февраля 1872, Лестер — 9 мая 1933, Лондон) — британский пловец, двукратный чемпион летних Олимпийских игр 1900.
На Играх Джарвис участвовал в двух плавательных дисциплинах — в плавании на 1000 и 4000 м вольным стилем. В каждой дисциплине он выигрывал и полуфинал, и финал, получив в итоге две золотые медали.
Через шесть лет Джарвис участвовал на неофициальных Олимпийских играх, получил серебряную медаль в гонке на одну милю вольным стилем, бронзу за 400 м вольным стилем и за эстафету 4×250 м вольным стилем. Однако эти три медали не признаются Международным олимпийским комитетом.
Ещё через два года, он принял участие в Олимпийских играх. Он выиграл четвертьфинал в заплыве на 1500 м вольным стилем, но не финишировал в полуфинале.